# Sétimo Programa-Quadro da União Europeia
O Sétimo Programa-Quadro de Investigação (também designado por Sétimo Programa-Quadro da Comunidade Europeia de actividades em matéria de investigação, desenvolvimento tecnológico e demonstração) é o principal instrumento da Direcção-geral de Investigação e Inovação da Comissão Europeia tendo em vista o financiamento da investigação e desenvolvimento. O Programa-Quadro, que abrange o período de 2007 a 2013, foi proposto pela Comissão e adoptado pelo Conselho da União Europeia e Parlamento Europeu, na sequência de um processo de co-decisão.

## Contexto
Desde 1984 que a União Europeia desenvolve uma política de investigação e desenvolvimento tecnológico baseada em programas-quadro plurianuais. O Sétimo Programa-Quadro é o segundo desde o lançamento da Estratégia de Lisboa de 2000 e deve desempenhar um papel primordial no que se refere ao crescimento e emprego na Europa nos próximos anos. A Comissão deseja desenvolver o “triângulo do conhecimento” formado pelas políticas de investigação, educação e inovação, a fim de colocar os conhecimentos ao serviço do dinamismo económico e do progresso social e ambiental.

## Caracterização
O Sétimo Programa-Quadro de Investigação (7PQ) é, neste momento, o principal instrumento financeiro da União Europeia nesta matéria, conferindo capacidade de realização às decisões do Conselho. A característica deste programa é a sua dimensão europeia, ou seja, os projectos devem ser transnacionais, associando diferentes Estados-membros e Países associados. 
O programa foi aprovado pela Decisão n.º 1982/2006/CE do Parlamento Europeu e do Conselho, de 18 de Dezembro de 2006, e terá uma duração de 7 anos, abrangendo o período compreendido entre 2007 e 2013 (o Sexto Programa-Quadro teve a duração de 5 anos e foi levado a efeito entre 2002 e 2006). 
O Orçamento previsto é de 50 521 milhões de euros, representando um valor que é uma vez e meia superior ao orçamento anual do 6.º Programa-Quadro, reflectindo a importância da investigação no contexto do relançamento da Estratégia de Lisboa, que tinha como objectivo fazer da Europa a economia do conhecimento mais competitiva e dinâmica do mundo.

## Elementos de inovação
O Sétimo Programa-Quadro de Investigação introduz novas medidas destinadas a melhorar a coerência e a eficácia da política de investigação da UE. As principais inovações introduzidas neste Programa-Quadro são as seguintes:

### Um orçamento incrementado
O orçamento do 7PQ representa um aumento de 63% em relação ao Sexto Programa-Quadro (6PQ), a preços correntes; tal significa que há mais recursos para a investigação europeia. Também constitui uma forte mensagem política para os Estados-Membros da UE, que se comprometeram a aumentar a despesa na investigação, de 2% do PIB até 3% em 2010.

### Incidência sobre temas
Uma particular incidência sobre os grandes temas de investigação (como a saúde, as TIC, o espaço, etc.) na maior componente do 7PQ – a Cooperação – flexibiliza o programa e torna-o mais capaz de responder às necessidades da indústria.

### O Conselho Europeu de Investigação (CEI)
A primeira agência pan-europeia de financiamento da investigação, o recém-criado Conselho Europeu de Investigação, pretende financiar a investigação de ponta, mais arriscada, que detém o potencial de gerar grandes proveitos.

### Regiões do Conhecimento
O 7PQ define novas Regiões do Conhecimento que reúnem vários parceiros de investigação no seio de uma região. As universidades, os centros de investigação, as firmas multinacionais, as autoridades regionais e as PMEs podem estabelecer redes de cooperação, fortalecendo as suas capacidades e potencial de investigação.

### Partilha de riscos financeiros
Uma nova característica, a partilha de riscos financeiros, aumentará o apoio ao investimento privado nos projectos de investigação, melhorando o acesso aos empréstimos do Banco Europeu de Investimento (BEI) quando se trate de acções europeias de investigação de grandes dimensões.

### Iniciativas Tecnológicas Conjuntas (ITCs)
Sucedem às Plataformas Tecnológicas Europeias (PTEs), com especial orientação para os utilizadores; sendo um conceito novo que reúne diferentes parceiros para lidar com objectivos que não podem ser atingidos através das «Convocatórias de Propostas». As ITC lidam especificamente com as áreas de investigação onde são essenciais ao êxito a longo prazo o aumento da colaboração e um investimento considerável.

### Um só Centro de Atendimento
Está previsto um só centro de atendimento que actua como primeiro ponto de contacto para quem deseje participar, dando respostas sobre todos os aspectos do financiamento europeu e proporcionando assistência àqueles que nunca participaram num Programa-quadro.

## Prioridades e linhas de acção
O Sétimo Programa-Quadro prevê quatro programas específicos (linhas de acção), que correspondem a quatro objectivos fundamentais que devem estruturar o esforço de investigação europeu.

### Programa Cooperação
O Programa Cooperação tem por objectivo incentivar a cooperação e reforçar as relações entre a indústria e a investigação num contexto transnacional. O objectivo é construir e consolidar uma liderança europeia em domínios-chave da investigação. Comporta 9 temas, autónomos na sua gestão, mas complementares na sua implementação:
- saúde;
- alimentação, agricultura e biotecnologias;
- tecnologias da informação e das comunicações;
- nanociências, nanotecnologias, materiais e novas tecnologias de produção;
- energia;
- ambiente (incluindo as alterações climáticas);
- transportes (incluindo a aeronáutica);
- ciências socioeconómicas e ciências humanas;
- segurança e espaço.

### Programa Ideias
O Programa Ideias destina-se a reforçar a “investigação de fronteira” na Europa, ou seja, a descoberta de novos conhecimentos que alterem fundamentalmente a nossa visão do mundo e o nosso modo de vida. Para tal, o novo Conselho Europeu de Investigação apoiará os projectos de investigação mais ambiciosos e mais inovadores. Nesta nova estrutura de orientação da investigação europeia, um conselho científico definirá as prioridades e estratégias científicas de forma independente. O objectivo é reforçar a excelência da investigação europeia, ao favorecer a concorrência e a aceitação de riscos.

### Programa Pessoas
O Programa Pessoas mobiliza recursos financeiros importantes destinados a melhorar as perspectivas de carreira dos investigadores na Europa e a atrair mais jovens investigadores de qualidade. A Comissão deseja incentivar a formação e a mobilidade, a fim de aproveitar todo o potencial do pessoal de investigação na Europa. Este programa baseia-se no sucesso das acções Marie Curie que oferecem desde há vários anos possibilidades de mobilidade e formação aos investigadores europeus.

### Programa Capacidades
O Programa Capacidades deve oferecer aos investigadores ferramentas eficientes que possam reforçar a qualidade e competitividade da investigação europeia. Trata-se de investir mais nas infra-estruturas de investigação em regiões com menor desempenho, na formação de pólos regionais de investigação e na investigação em benefício das PME. Este programa deve igualmente reflectir a importância da cooperação internacional na investigação e o papel da ciência na sociedade.
Além disso, o Sétimo Programa-Quadro financiará as acções directas do Centro Comum de Investigação (CCI) e as acções abrangidas pelo Programa-Quadro Euratom nos domínios da investigação sobre energia de fusão e da cisão nuclear e protecção contra radiações.

### Programa Euratom
Além daquelas prioridades, o Sétimo Programa-Quadro financiará as acções directas do Centro Comum de Investigação (CCI) e as acções abrangidas pelo  Programa-Quadro Euratom nos domínios da investigação sobre energia de fusão e da cisão nuclear e protecção contra radiações.O Centro Comum de Investigação da UE (CCI) integra uma rede de sete institutos de investigação de toda a UE. Para além da investigação em energia nuclear e em segurança nuclear, o CCI desenvolveu um sistema de teledetecção que permite detectar crises alimentares nos países terceiros em desenvolvimento em que é necessária a intervenção a União Europeia.
O reactor ITER, que está a ser construído em Cadarache (França), constitui um passo importante na construção de reactores-protótipo destinados a centrais eléctricas baseadas na fusão nuclear, uma forma de energia nuclear considerada segura, sustentável e respeitadora do ambiente. Colaboram no projecto ITER a UE, o Canadá, a China, a Índia, o Japão, a Coreia do Sul, os Estados Unidos e a Rússia.

## O sector espacial
O sector espacial é tratado pela primeira vez separadamente no 7PQ, sublinhando assim a crescente importância que a UE atribui ao facto de desempenhar um papel independente neste campo. O projecto de vigilância mundial do ambiente e da segurança facilitará a utilização de observações espaciais para prever e responder a situações de crises em matéria de ambiente e de segurança.
A UE lidera também o projecto Galileu de desenvolvimento da próxima geração de sistemas globais de determinação da posição por satélite (GPS), outra área em que a UE pretende desenvolver a sua própria tecnologia e não depender de outros países. As aplicações do futuro irão muito além do GPS, já correntemente utilizado nos automóveis para nos ajudar a chegar ao destino, e abrangerão, por exemplo, uma gestão mais eficiente do tráfego e uma função auxiliar de operações de busca e salvamento.